# أوتومار ساش
أوتومار ساش (بالألمانية: Ottomar Sachse)‏ (مواليد 15 أبريل 1951) هو ملاكم ألماني، مثّل بلاده في الألعاب الأولمبية الصيفية في دورتي 1972 و1976.

## روابط خارجية
أوتومار ساش على موقع أوليمبيديا (الإنجليزية)